# Karl Borromäus Hanl von Kirchtreu

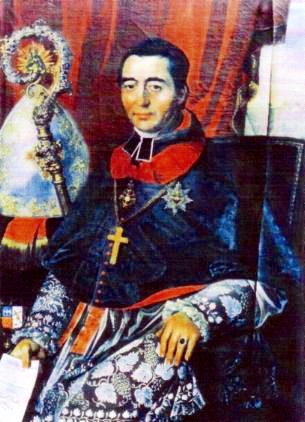
Bischof Karl Borromäus Hanl

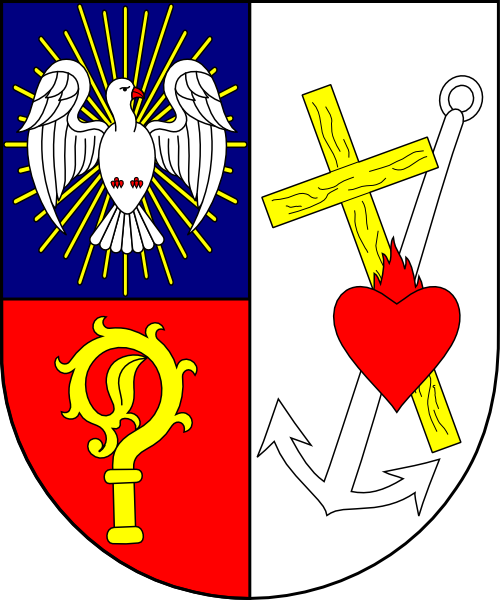
Wappen Karl Borromäus Hanl von Kirchtreu, Bischof von Königgrätz (1831–1874)

Karl Borromäus Hanl Freiherr von Kirchtreu (tschechisch: Karel Boromejský Hanl z Kirchtreu; * 4. September 1782 in Körbitz; † 7. Oktober 1874 in Königgrätz) war Bischof von Königgrätz.

## Werdegang
Karl Hanl besuchte das Komotauer Gymnasium und studierte anschließend an der Prager Karlsuniversität Philosophie und Theologie. Am 8. September 1805 wurde er zum Priester geweiht und war danach als Kaplan in den Pfarreien von Kralupp, Warta, Priesen und als Pfarrer in Brunnersdorf tätig. 1822 wurde er Kanoniker des Prager Domkapitels. Zwei Jahre später ernannte ihn Erzbischof Wenzel Leopold Chlumčanský von Přestavlk zum Prager Konsistorialrat und Kaiser Franz II. zum Wirklichen Gubernialrat und Geistlichen Referenten für das Königreich Böhmen.

### Bischof von Königgrätz
Nach der Ernennung des Königgrätzer Bischofs Alois Josef Krakovský von Kolowrat zum Prager Erzbischof wurde Karl Hanl zu dessen Nachfolger nominiert und am 10. Juni 1832 durch den Prager Erzbischof in der Allerheiligen-Kapelle geweiht.
Während seiner Amtszeit wurde das Borromäus-Knabenseminar in Königgrätz gegründet. Neben seinen seelsorglichen Aufgaben förderte er in seinem Sprengel auch den Straßenbau und die Obstbaumzucht.
1836 assistierte er bei der Krönung des Kaisers Ferdinand I. zum König von Böhmen. Kurz darauf ernannte ihn der Kaiser zum Wirklichen Geheimen Rat. Die Prager Universität verlieh ihm 1848 den theologischen Doktorgrad. 1861 empfing er von Kaiser Franz Joseph I. das Großkreuz des Franz-Joseph-Ordens. 1872 erhob ihn der Kaiser mit dem Prädikat ‚Freiherr von Kirchtreu‘ in den österreichischen Freiherrenstand.